# Paola Ruffo di Calabria

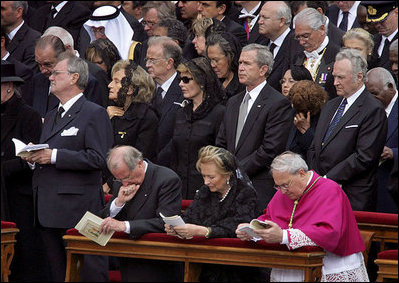
Koningin Paola in "grand deuil" naast haar man tijdens de eredienst voor paus Johannes Paulus II

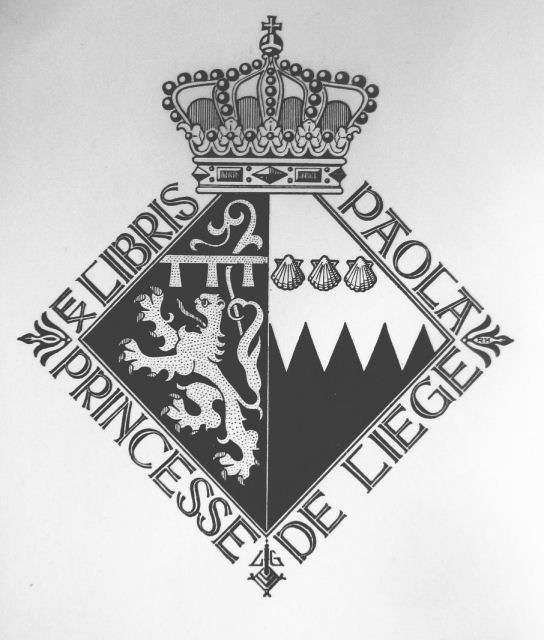
Ex libris met wapenschild van Prinses Paola, verz. Sint-Niklaas, ExLibriscentrum

Paola Margherita Giuseppina Maria Consiglia Ruffo di Calabria (Forte dei Marmi, 11 september 1937), kortweg koningin Paola, is de  echtgenote van de voormalige Belgische koning Albert. Zij was vanaf haar huwelijk tot de troonsbestijging van haar man prinses van België en prinses van Luik, en was de 
zesde koningin der Belgen. Na de abdicatie van Albert voert zij de titel Koningin van België.

## Familie en voorouders
Paola is afkomstig uit het eeuwenoude Italiaanse adellijk geslacht Ruffo di Calabria en is de jongste van zeven kinderen. Haar vader was Fulco Ruffo di Calabria, zesde hertog van Guardia-Lombardije, die een oud-strijder van de Eerste Wereldoorlog was en lid van de Italiaanse Senaat onder Benito Mussolini. Diens moeder (en dus Paola's grootmoeder) was een Belgische, Laura Mosselman du Chenoy.
Een deel van de voorouders van koningin Paola is afkomstig uit Nederland en België. De grootmoeder van Laura Mosselman was Petronella Joanna Muts geboren in Breda. Zij was de dochter van een Nederlandse arts, een deel van de voorouders van koningin Paola is dus in Nederland te vinden en niet in Italië. Daarnaast is de koningin ook een afstammelinge van Gilbert du Motier de La Fayette.

## Jeugd
Paola's moeder was Luisa Gazelli. Haar broer Augusto liet het leven in de zeeslag bij Pescara. Zijn lichaam werd nooit gevonden. De familie was koningsgezind, dus moest Paola tijdens de Tweede Wereldoorlog onderduiken in een klooster van de augustinessen. Daar waren de kinderen veilig, aangezien het klooster onder hoge bescherming stond van de paus.
Haar vader overleed toen Paola acht jaar oud was. Zijn weduwe moest vanaf toen alleen vijf kinderen grootbrengen. Paola bracht haar jeugd, na de oorlog, grotendeels door in Rome, waar ze haar klassieke humaniora (afdeling Grieks/Latijnse) afrondde. Ze studeerde aan een internaat en bracht veel tijd door met haar moeder.

## Huwelijk

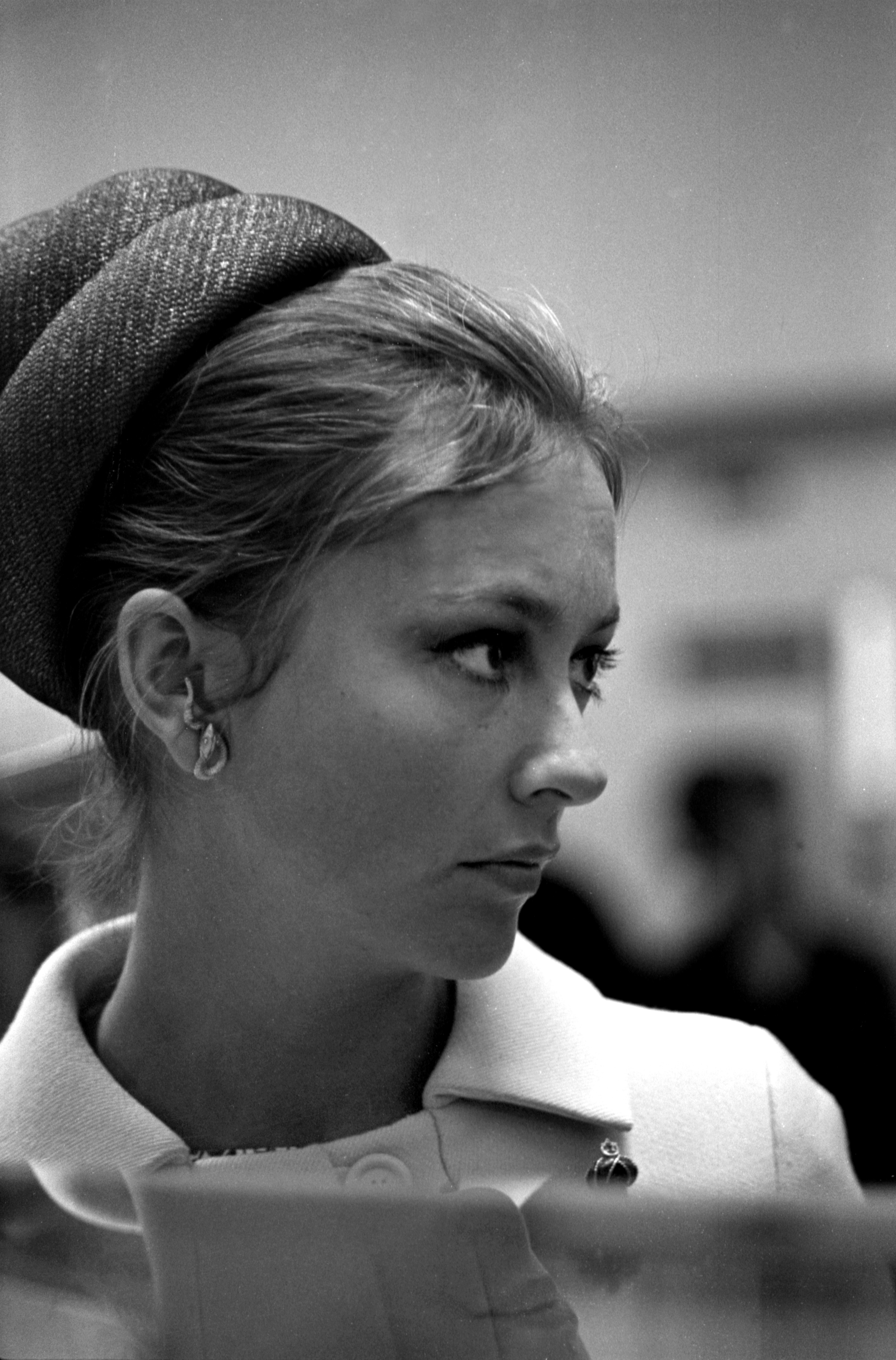
Paola in 1967

In 1958 leerde de 21-jarige Paola de 24-jarige Belgische prins Albert, broer van koning Boudewijn, kennen, rondom de kroningsplechtigheid van paus Johannes XXIII. Het hof was bijzonder blij met de komst van de zuiderse prinses. Op 20 april 1959 raakte bekend dat Johannes XXIII - al dan niet op vraag van het hof - het huwelijk persoonlijk zou inzegenen in Rome. Het hof had hierin op eigen initiatief gehandeld, zonder medeweten van de bevoegde ministers. Daarop ontstond een diplomatiek en politiek probleem. De eerste minister drong aan op een burgerlijke en kerkelijke plechtigheid in België. Paus Johannes begreep de kritiek en trok zich terug.
Op 2 juli 1959 trouwde het paar in Brussel. Paola droeg daarbij een sluier in naaldkant van haar Belgische grootmoeder, Laura Mosselman du Chenoy (1854-1925). Het burgerlijk huwelijk werd in de empirezaal voltrokken, het kerkelijk in de kathedraal. In relatief korte tijd kreeg het paar drie kinderen: Filip (15 april 1960), Astrid (5 juni 1962) en Laurent (19 oktober 1963).
De eerste jaren van haar leven in België bestonden voor Paola vooral uit het opvoeden van haar kinderen, waarbij ze haar echtgenoot veelvuldig moest missen. Prins Albert verbleef vaak in het buitenland om Belgische handelsmissies te begeleiden. Daarnaast kwam prinses Paola in aanvaring met haar schoonzuster koningin Fabiola, die zich in de loop der jaren vaker met de opvoeding van Paola's kinderen ging bemoeien. Ook was Paola vaak het mikpunt van kritiek door haar beperkte beheersing van het Nederlands. Dit alles had invloed op haar huwelijk met prins Albert, dat bijna strandde. Albert had in die periode een relatie waaruit een buitenechtelijke dochter gesproten is, Delphine van Saksen-Coburg (toen nog Boël). Uiteindelijk kwam het tussen Paola en Albert weer goed, met de steun van hun dochter Astrid en van koning Boudewijn en koningin Fabiola.
In de jaren tachtig hernieuwde het echtpaar hun huwelijksbeloften in Marseille.

## Koningin der Belgen

Koninklijk monogram van koningin Paola.

Na het onverwachte overlijden van koning Boudewijn op zaterdag 31 juli 1993 werd prinses Paola op 9 augustus 1993 op 56-jarige leeftijd koningin. Ze stond haar echtgenoot bij in het uitoefenen van zijn taken. Ze vergezelde hem zowel bij binnenlandse als buitenlandse bezoeken. In 1992 richtte zij de Stichting Koningin Paola op, die jongeren in nood concrete hulp verleent. In april 2002 werd ze erevoorzitster van Child Focus, een organisatie die zich richt op de opsporing van verdwenen kinderen, het tegengaan van seksueel misbruik en hulpverlening aan ouders. Zij woonde regelmatig de vergaderingen van het Internationaal Centrum voor Vermiste en Seksueel Uitgebuite Kinderen (ICMEC) bij. Zij is er tevens erelid en beschermvrouw van, net zoals koningin Silvia van Zweden.
Naast deze bezigheden zette koningin Paola zich vooral in voor het onderwijs; School van de Hoop is een van de projecten van de Stichting Koningin Paola. Tevens verleende ze regelmatig de Hoge Bescherming van de Koningin voor verschillende projecten. De vorstin zette zich ook in voor het behoud van het cultureel erfgoed en het patrimonium in België.

## Koningin enmecenas
Koningin Paola staat bekend als een liefhebber van hedendaagse kunst. In dit verband gaf zij kunstopdrachten voor het koninklijk paleis aan Jan Fabre en Michaël Borremans. Daardoor ontstond geleidelijk aan een collectie van hedendaagse Belgische kunst in het paleis. Eveneens bracht zij in 2012 een bezoek aan de Kunsthumaniora Brussel in Laken.

## Na 2013
Sinds haar oudste zoon de taak van koning der Belgen opnam, is ze als koningin-moeder naar de achtergrond verplaatst. Ze gaf het erevoorzitterschap van Child Focus aan haar schoondochter, Mathilde. Ze verleende in 2014 wel nog haar Hoge Bescherming aan de tijdelijke tentoonstelling van schilder Zurbaran.
Op 25 september 2018 heeft ze tijdens een bezoek aan Venetië een lichte beroerte gehad, waardoor ze werd opgenomen in het ziekenhuis.

## Voorouders

### Stamboom
|  | |  |  |  |  |  |  |  |  |  |  |  |  |
|  | 8. Fulco (1801-1848) Ruffo di Calabria-Santapau                                                            |  |  |  |  |  |  |  |  |  |  |  |  |
|  | |  |  |  |  |  |  |  |  |  |  |  |  |
|  | |  |  |  |  |  |  |  |  |  |  |  |  |
|  | 4. Fulco Beniamino Tristano (1848-1901) Ruffo di Calabria hertog van Guardia-Lombardije                    |  |  |  |  |  |  |  |  |  |  |  |  |
|  | |  |  |  |  |  |  |  |  |  |  |  |  |
|  | |  |  |  |  |  |  |  |  |  |  |  |  |
|  | 9. Eleonora (1810-1885) dei Principi di Fiumesalato Galletti di San Cataldo                                |  |  |  |  |  |  |  |  |  |  |  |  |
|  | |  |  |  |  |  |  |  |  |  |  |  |  |
|  | |  |  |  |  |  |  |  |  |  |  |  |  |
|  | 2. Fulco VIII (1884-1946) prins Ruffo di Calabria 6e hertog van Guardia-Lombardije 17e graaf van Spinopoli |  |  |  |  |  |  |  |  |  |  |  |  |
|  | |  |  |  |  |  |  |  |  |  |  |  |  |
|  | |  |  |  |  |  |  |  |  |  |  |  |  |
|  | 10. Theodore (1804-1876) Mosselman du Chenoy                                                               |  |  |  |  |  |  |  |  |  |  |  |  |
|  | |  |  |  |  |  |  |  |  |  |  |  |  |
|  | |  |  |  |  |  |  |  |  |  |  |  |  |
|  | 5. Laura Mosselman du Chenoy (1851-1925)                                                                   |  |  |  |  |  |  |  |  |  |  |  |  |
|  | |  |  |  |  |  |  |  |  |  |  |  |  |
|  | |  |  |  |  |  |  |  |  |  |  |  |  |
|  | 11. Isabelle (1822-1891) Coghen                                                                            |  |  |  |  |  |  |  |  |  |  |  |  |
|  | |  |  |  |  |  |  |  |  |  |  |  |  |
|  | |  |  |  |  |  |  |  |  |  |  |  |  |
|  | 1. Paola (1937) Ruffo di Calabria zesde koningin der Belgen                                                |  |  |  |  |  |  |  |  |  |  |  |  |
|  | |  |  |  |  |  |  |  |  |  |  |  |  |
|  | |  |  |  |  |  |  |  |  |  |  |  |  |
|  | 12. Calisto (1803-1875) Gazelli di Rossana e di Sebastiano                                                 |  |  |  |  |  |  |  |  |  |  |  |  |
|  | |  |  |  |  |  |  |  |  |  |  |  |  |
|  | |  |  |  |  |  |  |  |  |  |  |  |  |
|  | 6. Augusto (1855-1937) Gazelli                                                                             |  |  |  |  |  |  |  |  |  |  |  |  |
|  | |  |  |  |  |  |  |  |  |  |  |  |  |
|  | |  |  |  |  |  |  |  |  |  |  |  |  |
|  | 13. Francesca Cotti (1821-1865) di Ceres e Scursolengo                                                     |  |  |  |  |  |  |  |  |  |  |  |  |
|  | |  |  |  |  |  |  |  |  |  |  |  |  |
|  | |  |  |  |  |  |  |  |  |  |  |  |  |
|  | 3. Luisa Gazelli (1896-1989)                                                                               |  |  |  |  |  |  |  |  |  |  |  |  |
|  | |  |  |  |  |  |  |  |  |  |  |  |  |
|  | |  |  |  |  |  |  |  |  |  |  |  |  |
|  | 14. Felice (1829-1914) Rignon                                                                              |  |  |  |  |  |  |  |  |  |  |  |  |
|  | |  |  |  |  |  |  |  |  |  |  |  |  |
|  | |  |  |  |  |  |  |  |  |  |  |  |  |
|  | 7. Maria Christina (1858-1930) Rignon                                                                      |  |  |  |  |  |  |  |  |  |  |  |  |
|  | |  |  |  |  |  |  |  |  |  |  |  |  |
|  | |  |  |  |  |  |  |  |  |  |  |  |  |
|  | 15. Luisa (1838-1880) Perrone di San Martino                                                               |  |  |  |  |  |  |  |  |  |  |  |  |
|  | |  |  |  |  |  |  |  |  |  |  |  |  |
|  | |  |  |  |  |  |  |  |  |  |  |  |  |

### Vrouwelijke rechte lijn
Luisa Gazelli (1896-1989) ∞ Fulco Ruffo di Calabria, duca di Guardia Lombarda (1884-1946)

Maria Cristina Rignon (1858-1930) ∞ Augusto Gazelli di Rossana (1855-1937)

Luisa Perrone di San Martino (1838-1880) ∞ Félix, comte Rignon (1829-1914)

Jenny de Fay de La Tour-Maubourg (1812-1897) ∞ 1833 Ettore Perrone di San Martino (1789-1849)

Anastasie Motier de La Fayette (1777-1863) ∞ Charles Fay de La Tour-Maubourg (geb. 1770)

Marie Adrienne de Noailles, mademoiselle d' Ayen (1759-1807) ∞ Gilbert du Motier, marquis de La Fayette (1757-1834)

Henriette d' Aguesseau (1737-1794) ∞ Jean Paul de Noailles, duc d' Ayen (1739-1824)

Anne Louise Françoise du Pré (c. 1715) ∞ Jean Baptiste Paulin d' Aguesseau (ca. 1710)

Anne Louise Robert ∞ Louis François du Pré

## In populaire cultuur
- Salvatore Adamo schreef voor haar het lied Dolce Paola.

## Zie ook

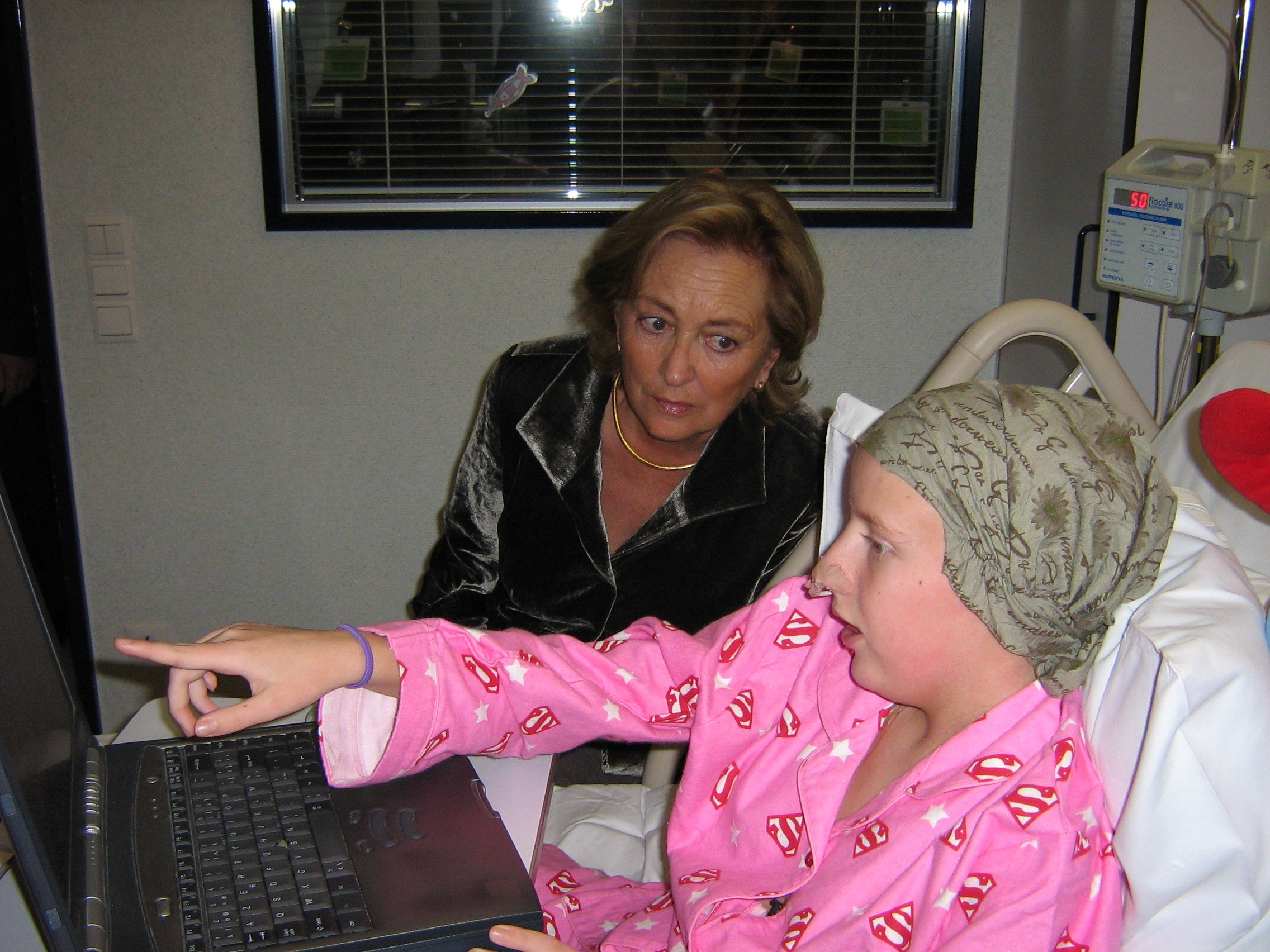
Koningin Paola van België op bezoek in de oncologie-afdeling van het Paola Kinderziekenhuis in Antwerpen (België).